# داوطلبی محیط زیستی

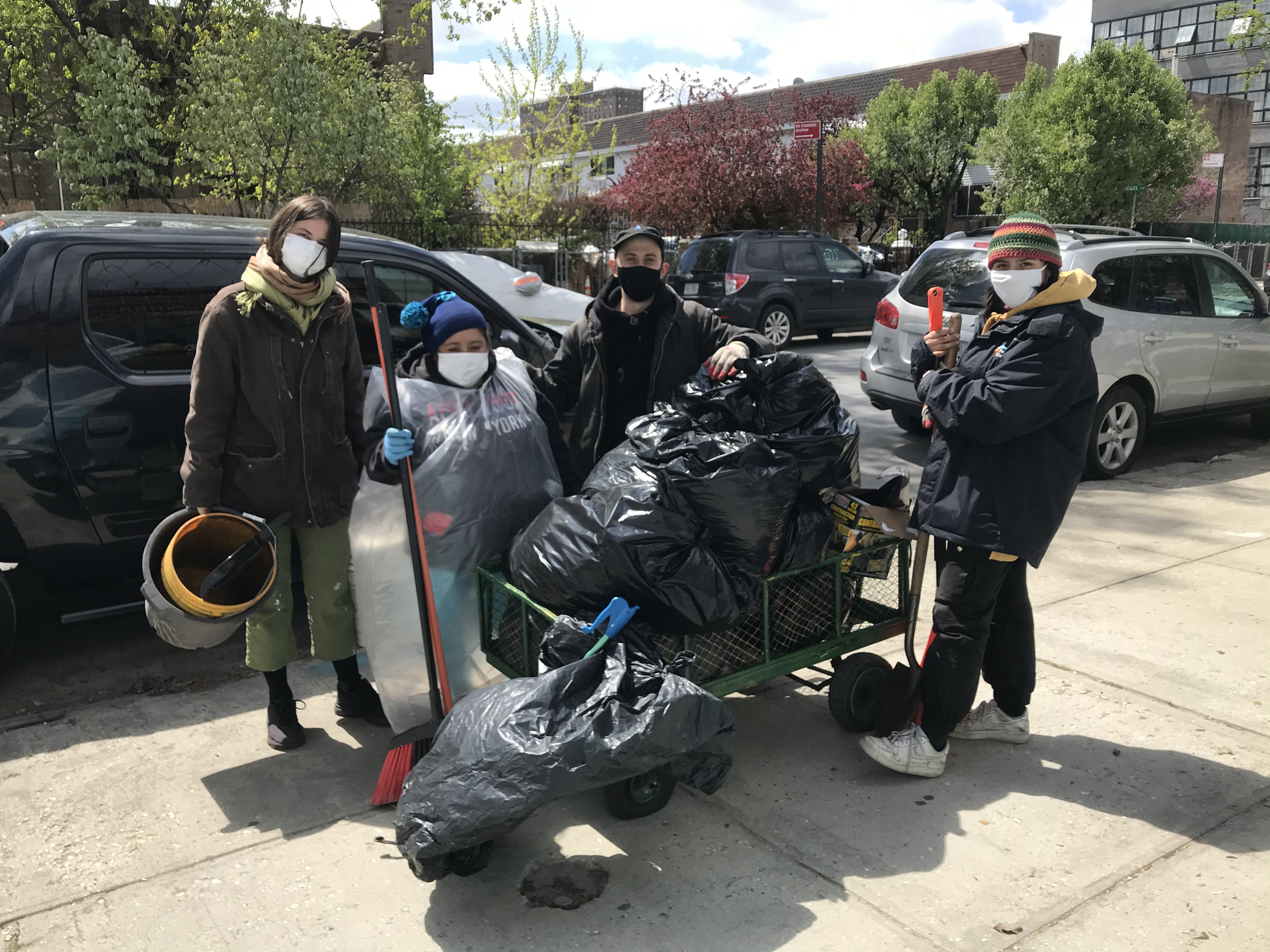
داوطلبان در سازمان خیریه «Sure We Can» در روز زمین، ۲۰۲۱، خیابان مک‌کیبین را تمیز می‌کنند.

داوطلبان محیط زیست طیف گسترده‌ای از فعالیت‌ها را انجام می‌دهند که از جمله آن‌ها می‌توان به پایش زیست‌محیطی (مانند پایش حیات وحش)، بوم‌شناسی بازسازی از طریق جنگل‌زایی و حذف گونه‌های گیاهی مهاجم، و آموزش دیگران دربارهٔ محیط طبیعی اشاره کرد. این داوطلبان همچنین در پروژه‌های اجتماعی مشارکت دارند، نظیر بهبود مسیرهای پیاده‌روی، فضاهای باز و امکانات عمومی، که با هدف ارتقاء کیفیت زندگی برای جامعه محلی و بازدیدکنندگان انجام می‌شود. افزایش استقبال از داوطلبی محیط زیستی، بخشی از آن ناشی از مزایایی است که برای خود داوطلبان به همراه دارد؛ از جمله گسترش روابط اجتماعی و ایجاد حس تعلق به مکان.

## انواع داوطلبی محیط زیستی
داوطلبی در محیط زیست می‌تواند اشکال مختلفی داشته باشد:
1. داوطلبی عملی: شاید شناخته‌شده‌ترین شکل داوطلبی محیط زیستی، فعالیت‌های عملی و میدانی باشد. در این نوع، داوطلبان در مدیریت زیستگاه‌ها، بریدن پوشش‌های گیاهی و حذف گونه‌های گیاهی مهاجم مشارکت می‌کنند.
2. داوطلبی در جذب منابع مالی: بسیاری از سازمان‌های محیط زیستی ماهیتی خیریه دارند و برای تأمین منابع مالی خود به کمک‌های مردمی وابسته‌اند. داوطلبان در این حوزه، در جمع‌آوری کمک‌های مالی و برگزاری رویدادهای خیریه فعالیت می‌کنند.
3. داوطلبی اداری: برخی داوطلبان با بهره‌گیری از مهارت‌های حرفه‌ای خود مانند دانش حقوقی، روابط عمومی یا مدیریت، در بخش‌های پشتیبانی اداری به سازمان‌ها کمک می‌کنند. این نوع داوطلبی می‌تواند نقش مهمی در تقویت عملکرد سازمانی داشته باشد.
4. داوطلبی در حوزه کنشگری و حمایت‌گری: در این شکل از داوطلبی، افراد با هدف حمایت از سیاست‌ها و تصمیمات پایدار، اقدام به رایزنی و لابی‌گری با نهادهای محلی، ملی و بین‌المللی یا شرکت‌ها و مؤسسات بزرگ می‌نمایند.

## انگیزه‌ها
همانند دیگر انواع داوطلبی، داوطلبان محیط زیستی نیز با انگیزه‌های گوناگونی وارد عمل می‌شوند؛ برخی از این انگیزه‌ها نوع‌دوستانه‌اند، و برخی دیگر در جهت منافع شخصی یا رشد فردی قرار دارند.
با این حال، اصلی‌ترین انگیزه برای مشارکت در فعالیت‌های داوطلبی محیط زیستی، بهبود وضعیت محیط زیست است. مطالعات نشان داده‌اند که افراد فعال در این حوزه، نسبت به محیط زیست دغدغه‌مند بوده و خواهان ارتقاء کیفیت محیطی هستند که در آن زندگی می‌کنند.
از جمله انگیزه‌های شناخته‌شده در این زمینه می‌توان به موارد زیر اشاره کرد:
1. کمک به جامعه محلی: داوطلبی، راهی برای خدمت‌رسانی به جامعه و مشارکت در بهبود کیفیت زندگی در سطح محلی است. این موضوع در قالب مفهومی به نام «جامعه بزرگ» که در دولت دیوید کامرون در بریتانیا ترویج شد، به رسمیت شناخته شده است.
2. ارتقاء رابطه اجتماعی: داوطلبی فرصتی برای ایجاد ارتباطات جدید، گسترش روابط اجتماعی و کاهش احساس انزوا فراهم می‌آورد.
3. رشد شخصی: مشارکت در فعالیت‌های داوطلبانه می‌تواند مهارت‌های فردی را تقویت کرده و چشم‌اندازهای شغلی را بهبود بخشد. کارفرمایان اغلب تجربهٔ داوطلبی را به عنوان نقطه قوت در رزومه متقاضیان ارزیابی می‌کنند. همچنین، مطالعات متعددی نشان داده‌اند که داوطلبی به بهبود سلامت روان و افزایش احساس رضایت فردی منجر می‌شود.
4. یادگیری دربارهٔ محیط طبیعی: داوطلبی راهی مؤثر برای افزایش آگاهی و دانش افراد دربارهٔ محیط زیست و مسائل بوم‌شناختی است.
5. احساس مسئولیت اخلاق مراقبت به طبیعت: برخی افراد از یک حس درونی مسئولیت و تعلق نسبت به محیط زیست انگیزه می‌گیرند و بر پایه اخلاق مراقبت از طبیعت در فعالیت‌ها مشارکت می‌کنند.
6. سلامت جسم و روان: داوطلبی محیط زیستی با فعالیت بدنی در هوای آزاد همراه است و به‌ویژه برای افرادی که دچار مشکلات روانی هستند، آثار درمانی دارد.[۷] علاوه بر این، داوطلبی به کاهش تنهایی و بهبود سلامت کلی بدن و روان کمک می‌کند. به‌عنوان نمونه، در یک نظرسنجی از بیش از ۲۰۰۰ داوطلب، بیش از ۹۰٪ افراد اظهار داشتند که تجربه‌ای مثبت از مشارکت داوطلبانه داشته‌اند.

مزایای حاصل از داوطلبی برای بخش محیط زیست، به‌ویژه از جنبه مالی، کاملاً مشهود است. بسیاری از فعالیت‌های مورد نیاز در این حوزه به دلیل کمبود منابع مالی، قابل اجرا نیستند و در صورت نیاز به پرداخت دستمزد، اصلاً انجام نمی‌شدند.
اما فراتر از جنبه مالی، یکی دیگر از دستاوردهای مهم داوطلبی برای بخش محیط زیست، افزایش مشارکت و تعامل جامعه با موضوع حفاظت از طبیعت است. افرادی که در فعالیت‌های داوطلبانه محیط زیستی مشارکت می‌کنند، اغلب پس از آن نیز به‌عنوان حامیان پایدار و متعهد به حفاظت از محیط زیست باقی می‌مانند.

## اطلاع‌رسانی و حمایت آموزشی
تلاش‌های آموزشی و حمایت‌گرانه در حوزه محیط زیست اشکال متنوعی دارند که عمدتاً با هدف افزایش آگاهی عمومی، شکل‌دهی به ارزش‌های زیست‌محیطی، و ایجاد تغییر در رفتارهای فردی و جمعی صورت می‌گیرند.
داوطلبان می‌توانند در قالب‌های مختلف در این فعالیت‌ها مشارکت داشته باشند، از جمله: هدایت گشت‌های طبیعت‌گردی آموزشی، برگزاری کارگاه‌های محیط زیستی در مدارس، حضور در رویدادهای عمومی برای اطلاع‌رسانی و توزیع بروشور دربارهٔ پایداری، حفاظت از طبیعت و تغییرات اقلیمی
برخی از این برنامه‌ها توسط سازمان‌های مردم‌نهاد یا نهادهای دولتی اجرا می‌شوند؛ برای مثال، برنامه داوطلبان پارک‌ها وابسته به «سازمان پارک‌های ملی» با آموزش داوطلبان، آن‌ها را برای آگاهی‌بخشی به بازدیدکنندگان در زمینه مسائل زیست‌محیطی و حفاظت از منابع طبیعی پارک‌ها آماده می‌کند.
داوطلبی در حوزه حمایت‌گری محیط زیستی می‌تواند شامل فعالیت‌هایی نظیر نگارش یادداشت‌های تحلیلی و مقاله‌های انتقادی، ارائه شهادت در جلسات رسمی و دادگاه‌ها، یا لابی‌گری و گفتگو با سیاست‌گذاران دربارهٔ مسائل زیست‌محیطی باشد.
این گونه فعالیت‌های آموزشی و حمایت‌گرانه به ایجاد تغییرات پایدار در حوزه محیط زیست کمک می‌کنند؛ زیرا با جلب حمایت عمومی و ایجاد اراده سیاسی، زمینه را برای حفاظت از طبیعت و اقدام علیه تغییرات اقلیمی فراهم می‌آورند.